# Callisia

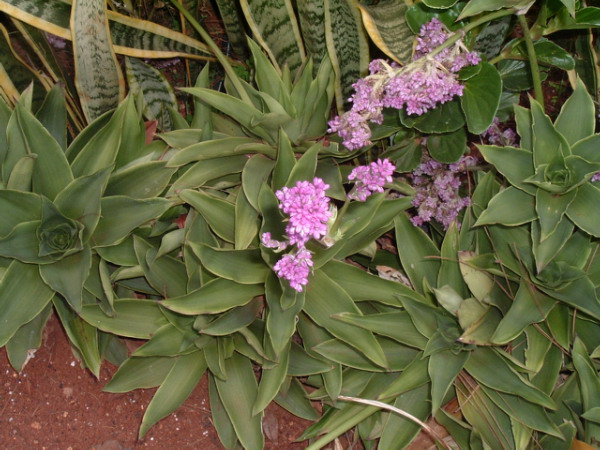
Callisia warszewicziana

Callisia és un gènere de plantes amb flors de la família de les commelinàcies (Commelinaceae). És originari de l'hemisferi occidental des del sud dels Estats Units fins a l'Argentina.
Alguns membres de Callisia poden causar reaccions al·lèrgiques en animals domèstics (especialment gats i gossos), que es caracteritza per la pell vermella i la picor a la pell. Els culpables més destacats són C. fragrans i C. repens.

## Taxonomia
El gènere va ser descrit per Pehr Löfling i publicat a Iter Hispanicum 305–306. 1758.
L'espècie tipus és: Callisia repens (Jacq.) L. (1762)
Etimologia
Callisia: nom genèric que deriva del terme grec: kallos que significa "bellesa".
sinonímia
- Wachendorfia Loefl. (1758).
- Hapalanthus Jacq. (1760).
- Aploleia Raf. (1837).
- Leiandra Raf. (1837).
- Phyodina Raf. (1837).
- Spironema Lindl. (1840), nom. illeg.
- Leptorhoeo C.B.Clarke in Hemsl. (1880)
- Cuthbertia Small (1903).
- Tradescantella Small (1903).
- Rectanthera O.Deg. (1932).
- Leptocallisia (Benth. i Hook.f.) Pichon (1946).
- Hadrodemas H.E.Moore (1963).[8]

Callisia inclou les següents espècies:
- Callisia ciliata Kunth – Panamà, Colòmbia
- Callisia cordifolia (Sw.) E.S.Anderson i Woodson – Amèrica Central, Mèxic tropical, Cuba, Jamaica, Veneçuela, Colòmbia, Equador, Perú, Florida, Geòrgia
- Callisia filiformis (M.Martens & Galeotti) D.R.Hunt – centre + sud de Mèxic, Amèrica Central, Antilles Menors, Veneçuela, nord-est del Brasil
- Callisia fragrans (Lindl.) Woodson – Mèxic; naturalitzat a Florida, Louisiana, Hawaii, Índies Occidentals, Marroc, Taiwan, Illa Norfolk a Austràlia
- Callisia gentlei Matuda – sud de Mèxic, Guatemala, Hondures
- Callisia graminea (Small) G.Tucker – Grassleaf roseling – sud-est dels Estats Units des de Florida fins a Virgínia
- Callisia hintoniorum B.L.Turner – Nuevo León
- Callisia insignis C.B.Clarke – Mèxic; naturalitzat a Veneçuela
- Callisia laui (D.R.Hunt) D.R.Hunt – Guerrero, Oaxaca
- Callisia micrantha (Torr.) D.R.Hunt – Texas, Tamaulipas
- Callisia monandra (Sw.) J.A.Schultes & J.H.Schultes - estesa des del nord de Mèxic + Antilles fins a Argentina
- Callisia multiflora (M.Martens & Galeotti) Standl. – centre + sud de Mèxic, Amèrica Central
- Callisia navicularis (Ortgies) D.R.Hunt – Nuevo León, Veracruz, Tamaulipas, Puebla, San Luis Potosí
- Callisia ornata (Small) G.Tucker – Georgia, Florida
- Callisia repens (Jacq.) L. - llocs dispersos al sud dels Estats Units (comtat de Riverside a Califòrnia, Texas, Louisiana, Florida); estesa des de Mèxic + Índies Occidentals al sud fins a Argentina
- Callisia rosea (Vent.) D.R.Hunt - sud-est dels Estats Units des d'Alabama fins a Maryland
- Callisia soconuscensis Matuda – Guatemala, sud de Mèxic
- Callisia tehuantepecana Matuda – Oaxaca
- Callisia warszewicziana (Kunth & C.D.Bouché) D.R.Hunt – Veracruz, Chiapas, Guatemala

### Antigament ubicat aquí
- Neodonnellia grandiflora (Donn.Sm.) Rose (com a C. grandiflora Donn.Sm.)[9]